# The Blue Flames
The Blue Flames waren eine populäre britische R&B-Band in den 1960ern, die als Georgie Fame and the Blue Flames einige Hits hatten.

## Bandgeschichte
Ursprünglich waren die Blue Flames die Begleitband von Billy Fury. 1961 schloss sich ihnen Georgie Fame als Pianist an. Ende des gleichen Jahres feuerte Fury die komplette Band, und sie beschlossen, alleine weiterzumachen. Bald waren sie eine der angesagtesten Live-Bands in London.
Mitglieder der Blue Flames waren im Laufe der Bandgeschichte Georgie Fame (Keyboards, Gesang), John McLaughlin / Colin Green (Gitarre), Mick Eve / Peter Coe (Saxofon), Tony „Tex“ Makins / Boots Slade / Cliff Barton (Bass), Red Reece / Phil Seamen / Micky Waller / Bill Eyden / Mitch Mitchell (Schlagzeug), Speedy Acquaye (Congas), Johnny Marshall / Glenn Hughes (Saxofon) und Eddie Thornton (Trompete).
Die ersten Singles der Gruppe fanden wenig Beachtung, doch Yeh Yeh wurde Anfang 1965 Nummer 1 in England. Das erste Album war eine Live-Aufnahme aus dem Flamingo Club. Es folgten zwei weitere Alben, und mit Get Away hatten die Blue Flames 1966 eine weitere Nummer 1.
Im September 1966 löste sich die Band jedoch auf. 1974 gab es eine kurze, wenig erfolgreiche Wiedervereinigung.

## Diskografie

### Alben
| Jahr                             | Titel                          | Höchstplatzierung, Gesamtwochen, AuszeichnungChartsChartplatzierungen (Jahr, Titel, Platzierungen, Wochen, Auszeichnungen, Anmerkungen) | Anmerkungen |
| Jahr                             | Titel                          | US | Anmerkungen |
| -------------------------------- | ------------------------------ | --- | ----------- |
| Georgie Fame and the Blue Flames |                                | |             |
|                                  |                                | |             |
| 1965                             | Yeh Yeh                        | US137 (3 Wo.)US |             |
| 1968                             | The Ballad of Bonnie and Clyde | US185 (4 Wo.)US |             |

Weitere Alben
- 1964: Rhythm and Blues At The Flamingo
- 1965: Fame At Last
- 1966: Sweet Things
- 1998: 20 Beat Classics

### Kollaboalben
| Jahr | Titel                           | Höchstplatzierung, Gesamtwochen, AuszeichnungChartplatzierungen (Jahr, Titel, Platzierungen, Wochen, Auszeichnungen, Anmerkungen) | Höchstplatzierung, Gesamtwochen, AuszeichnungChartplatzierungen (Jahr, Titel, Platzierungen, Wochen, Auszeichnungen, Anmerkungen) | Höchstplatzierung, Gesamtwochen, AuszeichnungChartplatzierungen (Jahr, Titel, Platzierungen, Wochen, Auszeichnungen, Anmerkungen) | Anmerkungen      |
| Jahr | Titel                           | DE | UK | US | Anmerkungen      |
| ---- | ------------------------------- | --- | --- | --- | ---------------- |
| 1996 | How Long Has This Been Going On | DE83 (5 Wo.)DE | UK76 (3 Wo.)UK | US55 (11 Wo.)US | mit Van Morrison |

### EPs
- 1964: Rhythm and Blue Beat – Madness / Tom Hark Goes Blue Beat / Humpty Dumpty / One Whole Year Baby
- 1964: Rhythm and Blues at the Flamingo – Night Train / Parchment Farm / Work Song / Baby Please Don’t Go
- 1965: Fame at Last – Get on the Right Track Baby / Point of No Return / I Love the Life I Live / Gimme That Wine
- 1965: Fats for Fame – No No / Blue Monday / So Long / Sick and Tired
- 1965: Move It on Over – Move It on Over / Walkin’ the Dog / Hi-Heel Sneakers / Rockin’ Pneumonia and the Boogie Woogie Flu
- 1966: Get Away – Get Away / See Saw / Ride Your Pony / Sitting in the Park

### Singles
| Jahr                             | Titel Album                                           | Höchstplatzierung, Gesamtwochen, AuszeichnungChartplatzierungen (Jahr, Titel, Album, Platzierungen, Wochen, Auszeichnungen, Anmerkungen) | Höchstplatzierung, Gesamtwochen, AuszeichnungChartplatzierungen (Jahr, Titel, Album, Platzierungen, Wochen, Auszeichnungen, Anmerkungen) | Höchstplatzierung, Gesamtwochen, AuszeichnungChartplatzierungen (Jahr, Titel, Album, Platzierungen, Wochen, Auszeichnungen, Anmerkungen) | Höchstplatzierung, Gesamtwochen, AuszeichnungChartplatzierungen (Jahr, Titel, Album, Platzierungen, Wochen, Auszeichnungen, Anmerkungen) | Höchstplatzierung, Gesamtwochen, AuszeichnungChartplatzierungen (Jahr, Titel, Album, Platzierungen, Wochen, Auszeichnungen, Anmerkungen) | Anmerkungen                            |
| Jahr                             | Titel Album                                           | DE | AT | CH | UK | US | Anmerkungen                            |
| -------------------------------- | ----------------------------------------------------- | --- | --- | --- | --- | --- | -------------------------------------- |
| Georgie Fame and the Blue Flames |                                                       | | | | | |                                        |
|                                  |                                                       | | | | | |                                        |
| 1964                             | Yeh Yeh                                               | — | — | — | UK1 (12 Wo.)UK | US21 (8 Wo.)US | B-Seite: Preach And Teach              |
| 1965                             | In the Meantime                                       | — | — | — | UK22 (8 Wo.)UK | US97 (2 Wo.)US | B-Seite: Telegram                      |
| 1965                             | Like We Used to Be                                    | — | — | — | UK33 (7 Wo.)UK | US97 (2 Wo.)US | B-Seite: It Ain’t Right                |
| 1965                             | Something                                             | — | — | — | UK23 (7 Wo.)UK | — | B-Seite: Outrage                       |
| 1966                             | Get Away                                              | DE32 (4 Wo.)DE | — | — | UK1 (11 Wo.)UK | US70 (7 Wo.)US | B-Seite: El bandido                    |
| 1966                             | Sunny                                                 | — | — | — | UK13 (8 Wo.)UK | — | B-Seite: Don’t Make Promises           |
| 1966                             | Sitting in the Park Sweet Things                      | — | — | — | UK12 (10 Wo.)UK | — | B-Seite: Many Happy Returns            |
| Solosingles Georgie Fame         |                                                       | | | | | |                                        |
|                                  |                                                       | | | | | |                                        |
| 1967                             | Because I Love You                                    | — | — | — | UK15 (8 Wo.)UK | — |                                        |
| 1967                             | Try My World                                          | — | — | — | UK37 (5 Wo.)UK | — |                                        |
| 1967                             | The Ballad of Bonnie and Clyde The Third Face of Fame | DE9 (10 Wo.)DE | AT5 (20 Wo.)AT | CH2 (11 Wo.)CH | UK1 (13 Wo.)UK | US7 (14 Wo.)US | Charteinstieg in DE/AT/CH/US erst 1968 |
| 1969                             | Peaceful                                              | — | — | — | UK16 (9 Wo.)UK | — |                                        |
| 1969                             | Seventh Son                                           | — | — | — | UK25 (7 Wo.)UK | — |                                        |
| 1971                             | Rosetta                                               | DE43 (4 Wo.)DE | — | — | UK11 (10 Wo.)UK | — | mit Alan Price                         |
| 1986                             | Samba (toda menina baiana)                            | — | — | — | UK81 (2 Wo.)UK | — |                                        |
| 1996                             | That’s Life How Long Has This Been Going On           | — | — | — | UK92 (1 Wo.)UK | — | mit Van Morrison                       |

grau schraffiert: keine Chartdaten aus diesem Jahr verfügbar
Weitere Singles
- 1964: Do the Dog / Shop Around
- 1964: Do-Re-Mi / Green Onions
- 1964: Bend a Little / I’m in Love with You